# El Recuenco
El Recuenco es un municipio y localidad española de la provincia de Guadalajara, en la comunidad autónoma de Castilla-La Mancha. El término municipal, ubicado entre la serranía de Cuenca, la Alcarria y el Alto Tajo, tiene una población de 64 habitantes (INE 2024).

## Geografía
El término municipal constituye una meseta, con una altitud media de 1200 m sobre el nivel del mar, poblada de pinos y encinas junto con otras matas menores como el romero, la sabina y el enebro. Vierten sus aguas a una depresión muy pronunciada, 982 m de altitud y 5 km de larga, donde se asienta el casco urbano y una húmeda vega. Afluyen al valle a través de varios barrancos, muy profundos todos ellos: Ocino, Culico, Corzos, Queso, Valdelacueva, Valdepeñas, Escalerón, Mostajo, Cochinos, Pericón y Atalaya. Se dirigen al río Guadiela.
El punto más alto del término se sitúa en la Morra del Ja, 1302 m, está en su parte norte, coronando las Umbrias, éstas, como excepción, derraman, a través del barranco Cecar, al Tajo. El más bajo, 900 m, se sitúa en la Herrería, desembocadura del barranco de la Atalaya, límite con la provincia de Cuenca.
Junto a la vega, toda ella de labrantío, existen diversas cañadas, de pequeña extensión, diseminadas por el término, la mayoría de ellas con pozo artesiano de escasa profundidad: Pozo Miga, Pozo de la Nava, Pozo de las Navas, Pozo de la Hoya, Pozo de las Culebrillas y Pozo el Villar. Como parajes distintivos se pueden señalar El Ceño, la Fernadilla, Los Corzos, La Atalaya, La Corralilza, Valdelacueva y el Ocino.

## Historia y patrimonio
Todo su término se encuentra plagado de huellas del pasado, desde restos de fósiles vertebrados de la época del plio-pleistoceno (Camino de los serranos, Solanillas, Llano Hernando), pasando por tumbas, que podrían ser visigodas, de los siglos III-IV d. C., hasta las ruinas de multitud de parideras y covachas para el ganado, abandonadas hacia la mitad del siglo XX.
Existen, también, restos de troncos de madera petrificada por toda la meseta del paraje conocido como la Virgen. De destacar es el Poblado de Santa Cruz, así llamado por las gentes del lugar, probablemente íbero por su conformación y situación.
Durante la primera guerra carlista El Recuenco estuvo en poder de los carlistas. A mediados del siglo XIX, el lugar contaba con una población censada de 643 habitantes. La localidad aparece descrita en el decimotercer volumen del Diccionario geográfico-estadístico-histórico de España y sus posesiones de Ultramar de Pascual Madoz de la siguiente manera:

RECUENCO (el): v. con ayunt. en la prov. de Guadalajara (14 leg.), part. jud. de Sacedon (8), aud. terr. de Madrid (22), c. g. de Castilla la Nueva, dióc. de Cuenca (10). sit. en una hoya circundada de elevados cerros, goza sin embargo de buena ventilacion; clima templado y sano, sin que que se conozcan otras enfermedades mas que algunos reumas y ilusiones á la dentadura, que generalmente se pierde pronto por la frialdad y finura de las aguas: tiene 170 casas; la consistorial, hermoso edificio, con habitacion para cárcel; escuela de instruccion primaria, frecuentada por 30 alumnos, dotada con 1,200 rs.; una ermita (San Juan), en estado ruinoso; una igl. parr. (La Asuncion de Ntra. Sra.), servida por un cura y un sacristan: térm.: confina con los de Armallones, Pozuelo. Alcantud y Vindel; dentro de esta circunferencia, se encuentra una fuente tan abundante que desde luego se forma un caudaloso arroyo; un gran estanque, cinco fuentes ó manantiales de menos consideracion, y dos ermitas (Ntra. Sra. de Bienservida y Las Mercedes). El terreno escabroso, frio, poco fértil en lo general, y de secano lo mas, comprende buenos montes poblados de pino, sabina, enebro, romero y alguna mata parda; una deh. con arbolado de encina y dos prados de pasto. caminos: los locales, de herradura, en mediano estado. correo: se recibe y despacha en Valdelivas. prod.: trigo, cebada, avena, cáñamo, patatas, judias y otras legumbres, leñas de combustible y carboneo, y buenos pastos, con los que se mantiene ganado lanar, vacuno, mular y asnal; abunda la caza de liebres, conejos, perdices, cerzos, venados y algunos jabalíes. ind.: la agrícola, la arrieria, algunos telares de lienzos ordinarios, dos fábricas de vidrio en las que se elavoran huecos v planos, cuatro molinos harineros. pobl.: 162 vec., 643 almas. cap. prod.: 3.090,000 rs. imp.: 216,300. contr.: 10,4X9.
Fue de grande utilidad esta v. á los carlistas mientras la poseyeron en la guerra civil seguida á la muerte de Fernando VII Después de concluida aquella guerra en Navarra y Provincias Vascongadas, trabajo aun a esta v. una columna carlista.
(Madoz, 1849, p. 390)

## Demografía
El Recuenco cuenta con una población de 64 habitantes (INE 2024).
| Gráfica de evolución demográfica de El Recuenco entre 1842 y 2021                                                   |
| |
| Población de derecho según los censos de población del INE Población de hecho según los censos de población del INE |

| 109           | 101 | 114 | 92 | 84 | 79 | 97 | 89 | 79 |
| (Fuente: INE) |     |     |    |    |    |    |    |    |

## Administración
| Periodo   | Nombre                  | Partido |
| --------- | ----------------------- | ------- |
| 1979-1983 | Paulino Collada Ruiz    | AP      |
| 1983-1987 | Paulino Collada Ruiz    | AP      |
| 1987-1991 | Paulino Collada Ruiz    | PSOE    |
| 1991-1995 | Paulino Collada Ruiz    | PSOE    |
| 1995-1999 | Paulino Collada Ruiz    | PSOE    |
| 1999-2003 | Paulino Collada Ruiz    | PSOE    |
| 2003-2007 | Paulino Collada Ruiz    | PSOE    |
| 2007-2011 | Paulino Collada Ruiz    | PSOE    |
| 2011-2015 | Paulino Collada Ruiz    | PSOE    |
| 2015-2019 | Paulino Collada Ruiz    | PP      |
| 2019-2023 | Pilar Blanco Chacón     | PSOE    |
| 2023-act. | Enrique Collada Sánchez | PSOE    |